# Комаровка (Ульяновський район)
Комаровка (рос. Комаровка) — село в Ульяновському районі Ульяновської області Російської Федерації.
Населення становить 66 осіб. Входить до складу муніципального утворення Ундоровське сільське поселення.

## Історія
Від 2004 року входить до складу муніципального утворення Ундоровське сільське поселення.

## Населення
| 2010 |
| ---- |
| 66   |